# Phaleria ixoroides
Phaleria ixoroides är en tibastväxtart som beskrevs av Francis Raymond Fosberg. Phaleria ixoroides ingår i släktet Phaleria och familjen tibastväxter. Inga underarter finns listade i Catalogue of Life.